# Semiosfera
In semiotica della cultura, la semiosfera – concetto proposto dal semiologo russo Jurij Lotman – denota lo spazio nel quale i diversi sistemi di segni in una cultura (la lingua, l’arte, le scienze ecc.) possono sussistere e generare nuove informazioni. 
Per analogia con la biosfera di Vernadskij, la semiosfera è lo spazio in cui una cultura può vivere, e al di fuori della quale non è possibile la semiosi.

## Definizione
Secondo Lotman, studioso di semiotica della cultura influenzato dagli studi di cibernetica  e attivo alla Scuola di Tartu-Mosca, la cultura ha la capacità sia di registrare e trasmettere informazione già in circolazione (una funzione che si può identificare con la memoria), sia di generarne di nuova.
Con l’introduzione della semiosfera, risalente al 1984 nel saggio omonimo, Lotman difende la necessità di un approccio olistico alla cultura che dia precedenza al rapporto intero/insieme (ovvero la semiosfera stessa) sulle singole parti. In questo senso, Lotman, che si rifà agli studi dello scienziato russo Vernadskij, si pone in aperta polemica nei confronti di tutta una tradizione, che, in accordo con la terza regola del Discorso sul Metodo di Cartesio, si prefigge di isolare un oggetto di analisi relativamente semplice per poi estrapolarne un modello generale.
Un approccio del genere si basa sul presupposto che l’oggetto isolato possa costituire un modello di tutte le qualità del fenomeno più complesso a cui l’analisi dovrebbe pervenire. Ma questo secondo Lotman non è possibile nel caso dello studio della cultura, perché un fenomeno in isolamento non è in grado né di funzionare né di produrre nuova informazione, quindi non può essere assunto come modello della cultura cui appartiene. 
Il meccanismo di generazione di informazione per Lotman può essere solo dialogico: l’asimmetria tra le parti in dialogo costituisce un processo traduttivo che risulta in un incremento informativo. Qualora le parti dovessero essere in tutto e per tutto identiche, lo scambio si risolverebbe in una pura tautologia.

Un sistema di segni isolato, per quanto ben strutturato, non può funzionare da solo. Per questo deve essere preso in considerazione all’interno dell’analisi della semiosfera di cui è parte:
L’universo semiotico può essere considerato un insieme di testi e di linguaggi separati l’uno dall’altro. In questo caso tutto l’edificio apparirà formato da singoli mattoni. È però più feconda l’impostazione opposta. Tutto lo spazio semiotico si può considerare infatti come un unico meccanismo (se non come un organismo) […] Se si mettono insieme più bistecche non si ottiene un vitello, mentre tagliando un vitello si possono avere bistecche. Allo stesso modo, sommando una serie di atti semiotici particolari, non si otterrà l’universo semiotico. Al contrario, soltanto l’esperienza di questo universo - ovvero la semiosfera - fa diventare realtà il singolo atto segnico.
Se la semiosfera è lo spazio necessario alla vita di una determinata cultura, i suoi tratti salienti saranno la delimitazione, ovvero la presenza di un confine che separi, anche se non ermeticamente, uno spazio culturale da un altro, e la presenza di meccanismi traduttivi che operano all’interno della sfera e tra una sfera e l’altra. 
Si vede quindi come il modello di Lotman riunisca in sé tratti contraddittori: da una parte omogeneità e chiusura, tratti garantiti dalla presenza di un confine, e dall’altra apertura e eterogeneità, dati dalla possibilità di dialogo e di traduzione. La cultura, secondo Lotman, vive quindi di una continua tensione tra processi di innovazione e processi inversi di omogenizzazione. 

### Confine
La semiosfera è circoscritta e delimitata da un confine principale dagli spazi circostanti, che sono extrasistematici o appartengono ad altre semiosfere. Dalla prospettiva di una cultura, ciò che è oltre il confine principale è non semiotico ed è incomprensibile. Questa caratteristica implica la separazione tra un “nostro” e un “altro” (tra un “noi” e un “loro”), ovvero tra uno spazio interno alla semiosfera ed uno ad essa esterno. 
L'opposizione tra interno ed esterno è molto importante e caratterizzante rispetto ad una cultura. Lotman fa, tra gli altri, l'esempio della cultura greca classica che contrapponeva il proprio spazio interno organizzato a uno spazio esterno visto come barbaro e caotico, impossibile da comprendere (si noti che il termine greco è una parola onomatopea che imita la balbuzie).
Per quanto riguarda lo spazio interno, esso è caratterizzato da confini secondari, che delimitano lo spazio riservato ai singoli sistemi di segni. 

Un’altra divisione importante all’interno della semiosfera è quella tra periferia e centro. La periferia - luogo di sistemi mobili e dinamici - si contrappone al centro. Al centro della semiosfera vi è il suo nucleo identitario, i sistemi più stabili e dominanti. Il centro, quindi, ha il compito di fornire un’autodescrizione (che può essere più o meno rigida) della cultura e di favorire l’omogeneità della semiosfera. Al contrario, la periferia della semiosfera è un'area dinamica, bilingue, dove due semiosfere entrano in contatto e dove avvengono continui scambi tra l’esterno e l’interno. Affinché i testi esterni risultino comprensibili occorre tradurli in uno dei linguaggi della semiosfera. Il confine, che è poroso e permeabile, è il luogo dove avvengono i processi traduttivi: 
“il confine semiotico è la somma dei filtri di traduzione. Passando attraverso questi, il testo viene tradotto in un’altra lingua (o lingue) che si trovano fuori dalla semiosfera data”.
Il confine della semiosfera funge quindi da membrana con duplice funzione: da una parte serve a delimitare un interno da un esterno e a limitare la penetrazione di testi estranei, dall’altra a filtrare e trasformare ciò che è esterno in interno: da questo secondo punto di vista si definisce come un vero e proprio spazio, un luogo in cui la commistione dei linguaggi, passando attraverso una loro destrutturazione e primitivizzazione, porta a processi di creolizzazione.

### Meccanismi traduttivi
I meccanismi traduttivi hanno un ruolo fondamentale non solo tra interno e esterno, ma anche all’interno di una singola semiosfera.
La metafora usata da Lotman per descrivere lo spazio interno alla semiosfera è quella di una sala di museo: la presenza di elementi estremamente eterogenei, come testi appartenenti ad epoche diverse, scritti in lingue diverse, persone provenienti da diversi background culturali, produce una sorta di irregolarità strutturale, o irregolarità semiotica, che costituisce una riserva inesauribile per i processi dinamici e traduttivi.
Un buon esempio portato da Lotman è il caso dei decabristi. Questi giovani rivoluzionari russi di estrazione nobiliare crearono, secondo Lotman, un nuovo modello di comportamento esempio di impegno civile, che ispirò le generazioni a venire e che deriva dall'imitazioni di figure letterarie del passato.

Un’idea centrale nella semiotica di Lotman è che la comunicazione è in sé di natura traduttiva: lo scambio comunicativo e il dialogo da un soggetto A ad un soggetto B non sono mai passaggi di informazione inerti. Visto che due soggetti non possono essere uguali (perché avranno vissuto esperienze almeno parzialmente diverse, avranno memorie diverse) rimarrà nel loro scambio almeno una piccola percentuale di incomunicabilità. È proprio questa asimmetria, per quanto minima, che produce nuova informazione nello scambio comunicativo. Di qui è evidente la natura eminentemente dialogica e plurilinguistica che guida la concezione di Lotman: 
"La creatività, infatti, secondo Lotman nasce sempre e solo nella relazione (la relazione con l’Altro, col diverso, con l’esterno - tutti modi per dire: con un altro linguaggio) e dunque il pluralismo della cultura non è tanto una caratteristica di fatto quanto una condizione sine qua non ".
La differenza tra le parti in dialogo, tuttavia, non può essere troppo netta, quindi somiglianza e differenza tra le parti sono egualmente importanti: una incomunicabilità totale non porta a nulla. È per questo che testi provenienti da semiosfere diverse e che attraversano il confine poroso di una cultura possono essere accettati da quest’ultima solo dopo essere stati tradotti.

## Connessioni ad altri settori

### Biosemiotica
Il concetto di semiosfera, nato per studiare fenomeni nell’ambito della cultura, si è rivelato di interesse anche per campi ibridi come la biosemiotica, paradigma che, dopo la morte di Lotman, si è molto evoluto a Tartu.
Alla fine degli anni '90 Kalevi Kull, docente di biosemiotica all’ateneo tartuense, proponeva un rinnovamento all’interno della biologia a partendo da spunti derivanti dalla semiotica.
Il nodo principale dell’argomentazione di Kull si basava sulla distinzione tra organismi viventi e non viventi presentata da Elsasser, per cui solo i primi avrebbero capacità creative. Kull nota che la creatività può essere accostata a ciò che si intende con semiosi. La semiosi quindi verrebbe a costituire il discrimento tra organismi viventi e non. A partire da tali premesse, Kull lega il concetto lotmaniano di semiosfera a quello di Umwelt sviluppato da Jakob von Uexküll, definendo la semiosfera come l’insieme di tutti gli Umwelten interconessi.